# جاك بوينتون
جاك بوينتون (بالإنجليزية: Jack Boynton)‏ هو رسام أمريكي، ولد في 12 يناير 1928 في فورت وورث في الولايات المتحدة، وتوفي في 5 أبريل 2010 في هيوستن في الولايات المتحدة.